# Дисгевзия
Дисгевзия (также парагевзия) — одна из форм расстройства вкуса.  Дисгевзия также часто связана с агевзией(полным отсутствием вкуса), и гипогевзией (снижением вкусовой чувствительности). Изменение вкуса или запаха
может быть вторичным процессом при различных болезненных состояниях, или это может быть первичным симптомом. Искажение чувства вкуса является единственным симптомом, и диагностика обычно сложна, поскольку чувство вкуса связано с другими сенсорными системами. Может быть психической. Часто проявляется в виде устойчивого металлического или кислого вкуса во рту, а также чувства жжения.
При дисгевзии вкусы смещаются (кислое кажется сладким и т.д.), в результате у больных возникает желание поглощать необычные вещества (глину, извёстку).

## Этиология
Дисгевзия возникает по разным причинам — беременность, сахарный диабет, заболевания печени, желудочно-кишечного тракта или ротовой полости, анемия, гипотиреоз и др. Дисгевзии чаще всего встречаются у психически больных. Их происхождение связывают с патологией глубинных отделов височной доли мозга. Распространенные причины дисгевзии включают химиотерапию, лечение астмы альбутеролом и дефицит цинка. Определенные типы припадков также могут изредка приводить к дисгевзии. Различные препараты также могут быть ответственны за изменение вкуса.
Основной причиной дисгевзии является химиотерапия при раке. Химиотерапия часто вызывает повреждение полости рта, что приводит к оральному мукозиту, оральной инфекции и дисфункции слюнных желез. Оральный мукозит проявляется
воспалением в полости рта, а также язвами. Здоровые люди обычно имеют в ротовой полости разнообразный спектр микроорганизмов, однако химиотерапия подавляет иммунитет, что может позволить этим обычно непатогенным агентам вызвать серьезную инфекцию, что приводит в том числе к уменьшению слюноотделения. Кроме того, пациенты, проходящие лучевую терапию, также теряют слюнные ткани (атрофические процессы в слюнных железах).  Слюна является важным компонентом вкусового механизма: она взаимодействует с вкусовыми рецепторами во рту и защищает их. Слюна опосредует кислый и сладкий вкусы через ионы бикарбоната и глутамата соответственно. Соленый вкус возникает, когда уровень хлорида натрия превышает концентрацию в слюне. Сообщалось, что у 50% пациентов, проходящих химиотерапию, наблюдалась либо дисгевзия, либо другая форма нарушения вкуса. Примерами химиотерапевтических методов лечения, которые могут привести к дисгевзии, являются циклофосфамид, цисплатин, висмодегиб и этопозид. Точный механизм дисгевзии, вызванной химиотерапией, неизвестен.
Вкусовые сосочки
Искажения во вкусовых сосочках могут привести к дисгевзии. В исследовании, проведенном Масахиде Ясудой и Хитоши Томитой из Университета Нихон в Японии, было отмечено, что у пациентов с этим нарушением вкуса меньше микроворсинок, чем в норме. Кроме того, ядро и цитоплазма клеток вкусовых сосочков были уменьшены. На основании их выводов, дисгевзия является результатом потери микроворсинок и уменьшения внутриклеточных везикул типа III, все из которых могут потенциально мешать вкусовому пути. Облучение головы и шеи также приводит к прямому разрушению вкусовых сосочков, помимо эффектов измененного слюноотделения.
Дефицит цинка
Другой основной причиной дисгевзии является дефицит цинка. Хотя точная роль цинка в дисгевзии неизвестна, было отмечено, что цинк частично отвечает за восстановление и производство вкусовых сосочков. Цинк каким-то образом напрямую или косвенно взаимодействует с карбоангидразой VI, влияя на концентрацию густина, который связан с производством вкусовых сосочков.  Также сообщалось, что у пациентов, лечившихся цинком, наблюдается повышение концентрации кальция в слюне.  Для правильной работы вкусовые сосочки зависят от кальциевых рецепторов. Цинк является важным кофактором щелочной фосфатазы, наиболее распространенного фермента в мембранах вкусовых рецепторов; он также является компонентом белка околоушной слюны, важного для развития и поддержания нормальных вкусовых рецепторов.
Модификаторы вкуса
Миракулин, обнаруженный в ягодах-чудесах, подслащивает несладкую пищу и напитки. Gymnema sylvestre Блокирует способность ощущать сладкий вкус.
Лекарства
Существует также широкий спектр лекарств, которые могут вызывать дисгевзию, включая зопиклон, H1-антигистаминные препараты, такие как азеластин и эмедастин. Около 250 лекарств влияют на вкус, включая Паксловид, препарат, используемый для лечения COVID-19[13]. Некоторые описывают так называемый «рот Паксловида» как «полный рот грязных пенни и гнилого соевого молока», согласно Wall Street Journal. Натриевые каналы, связанные с рецепторами вкуса, могут быть ингибированы амилоридом, а создание новых вкусовых сосочков и слюны может быть затруднено антипролиферативными препаратами. Слюна может содержать следы препарата, что приводит к появлению металлического привкуса во рту; примерами служат карбонат лития и тетрациклины. Препараты, содержащие сульфгидрильные группы, включая пеницилламин и каптоприл, могут реагировать с цинком и вызывать его дефицит. Было обнаружено, что метронидазол и хлоргексидин взаимодействуют с ионами металлов, которые связываются с клеточной мембраной. Препараты, которые действуют путем блокирования ренин-ангиотензин-альдостероновой системы, например, путем антагонизма рецептора ангиотензина II (как это делает эпросартан), были связаны с дисгевзией. Есть несколько сообщений о случаях, в которых утверждается, что блокаторы кальциевых каналов, такие как амлодипин, также вызывают дисгевзию, блокируя вкусовые рецепторы, чувствительные к кальцию.

## Дисгевзия и беременность
Очень частым признаком беременности является дисгевзия. Изменения уровня гормонов во время беременности, таких как эстроген, могут влиять на чувство вкуса. Исследование показало, что 93 процента беременных женщин сообщили о некотором изменении вкуса во время беременности.  Самое частое проявление дисгевзии во время беременности – металлический привкус. Специалисты предполагают, что причины дисгевзии в выработке на начальном этапе беременности гормонов, которые контролируют чувство вкуса у человека. С такой проблемой встречаются большое количество женщин во время беременности. Как правило, симптомы исчезают после 12 недель беременности. Чтобы избавиться от металлического привкуса во рту, рекомендуют употреблять пищу с кислым привкусом, чистить язык во время чистки зубов, а также полоскать рот слабым раствором соли или соды
.
Различные причины
Ксеростомия, также известная как синдром сухости во рту, может спровоцировать дисгевзию, поскольку для вкуса необходимы нормальный поток слюны и концентрация. Повреждение языкоглоточного нерва может привести к дисгевзии. Кроме того, повреждение моста, таламуса и среднего мозга, которые составляют вкусовой путь, может быть потенциальным фактором дисгевзии. Согласно некоторым исследованиям, 22% пациентов, которые испытывали обструкцию мочевого пузыря, также испытывали дисгевзию. Дисгевзия была устранена у 100% этих пациентов после устранения обструкции. Хотя неясно, какова связь между облегчением мочеиспускания и дисгевзией, было замечено, что области, отвечающие за мочеиспускательную систему и вкус в мосту и коре головного мозга, находятся близко друг к другу. Дисгевзия может быть симптомом рака головы и шеи. В этом случае она часто сопровождается сухостью во рту.
Дисгевзия часто возникает по неизвестным причинам. Широкий спектр разнообразных факторов может способствовать этому расстройству вкуса, например, гастроэзофагеальный рефлюкс, отравление свинцом и сахарный диабет. Небольшая часть кедровых орехов, по-видимому, может вызывать нарушения вкуса по причинам, которые не полностью доказаны. Некоторые пестициды могут оказывать разрушительное воздействие на вкусовые рецепторы и нервы во рту. К этим пестицидам относятся хлорорганические соединения и карбаматные пестициды. Повреждение периферических нервов, а также повреждение ветви chorda tympani лицевого нерва также вызывают дисгевзию. Хирургический риск при ларингоскопии и тонзиллэктомии включает дисгевзию. Пациенты с синдромом жжения рта, в первую очередь женщины в период менопаузы, также часто страдают дисгевзией.
Нормальная функция
Чувство вкуса основано на обнаружении химических веществ специализированными вкусовыми клетками во рту. Рот, горло, гортань и пищевод имеют вкусовые сосочки, которые заменяются каждые десять дней. Каждый вкусовой сосочек содержит рецепторные клетки. Афферентные нервы контактируют с рецепторными клетками у основания вкусового сосочка. Один вкусовой сосочек иннервируется несколькими афферентными нервами, в то время как одно эфферентное волокно иннервирует несколько вкусовых сосочек. Грибовидные сосочки присутствуют на передней части языка, в то время как желобоватые сосочки и листовидные сосочки находятся на задней части языка. Слюнные железы отвечают за поддержание вкусовых сосочков влажными с помощью слюны. Один вкусовой сосочек состоит из четырех типов клеток, и каждый вкусовой сосочек имеет от 30 до 80 клеток. Клетки типа I имеют тонкую форму, обычно находятся на периферии других клеток. Они также содержат большое количество хроматина. Клетки типа II имеют выраженные ядра и ядрышки с гораздо меньшим количеством хроматина, чем клетки типа I. Клетки типа III имеют множественные митохондрии и крупные везикулы. Клетки типа I, II и III также содержат синапсы. Клетки типа IV обычно укореняются на заднем конце вкусовой почки. Каждая клетка во вкусовой почке образует микроворсинки на концах.[8] Диагностика [править] В целом, вкусовые расстройства сложно диагностировать и оценивать.
Поскольку вкусовые функции связаны с обонянием, соматосенсорной системой и восприятием боли (например, при ощущении острой пищи), трудно исследовать ощущения, опосредованные через индивидуальную систему.  Кроме того, вкусовая дисфункция встречается реже по сравнению с обонятельными расстройствами.
Диагностика
Диагностика дисгевзии начинается с опроса пациента о слюноотделении, глотании, жевании, боли в полости рта, предыдущих ушных инфекциях ( на которые указывают проблемы со слухом или равновесием), гигиене полости рта и проблемах с желудком. Первоначальная оценка истории болезни также учитывает возможность сопутствующих заболеваний, таких как сахарный диабет, гипотиреоз или рак. Проводится клиническое обследование, которое включает осмотр языка и полости рта. Кроме того, осматривается слуховой проход, так как поражения барабанной струны также могут проявляться дисгевзией. Оценка прикуса также важна, поскольку барабанную струну может раздражать смещённая вследствие снижения высоты прикуса суставная головка нижней челюсти.
Вкусовое тестирование [править]
Вкусовое тестирование проводится либо как процедура для всего рта, либо как региональный тест. В обоих методах могут использоваться естественные или электрические стимулы. При региональном тестировании 20–50 мкл жидкого стимула наносится на переднюю и заднюю части языка с помощью пипетки, смоченных фильтровальных бумажных дисков или ватных тампонов. При тестировании всего рта вводятся небольшие количества (2–10 мл) раствора, и пациента просят прополоскать им рот. Пороговые тесты на сахарозу (сладкий вкус), лимонную кислоту (кислый вкус), хлорид натрия (соленый вкус) и хинин или кофеин (горький вкус) часто проводятся с естественными стимулами. Одним из наиболее часто используемых методов является «тест с тремя каплями».  В этом тесте испытуемому предъявляются три капли жидкости. Одна из капель — вкусовой стимул, а две другие капли — чистая вода.[29] Порог определяется как концентрация, при которой пациент правильно идентифицирует вкус три раза подряд.  Надпороговые тесты, которые обеспечивают интенсивности вкусовых стимулов выше пороговых уровней, используются для оценки способности пациента различать различные интенсивности вкуса и оценивать величину надпороговой потери вкуса. Из этих тестов оценки приятности могут быть получены с использованием либо метода прямого шкалирования, либо метода сопоставления величин, и могут быть полезны при диагностике дисгевзии. Тесты прямого шкалирования показывают способность различать различные интенсивности стимулов и то, является ли стимул одного качества (сладкий) сильнее или слабее стимула другого качества (кислый). Прямое шкалирование не может использоваться для определения того, воспринимается ли вкусовой стимул на аномальных уровнях. В этом случае используется сопоставление величин, при котором пациента просят оценить интенсивность вкусовых стимулов и стимулов другой сенсорной системы, например громкость тона, по аналогичной шкале. Например, Коннектикутский центр хемосенсорных клинических исследований просит пациентов оценить интенсивность стимулов NaCl, сахарозы, лимонной кислоты и хинина-HCl, а также громкость тонов 1000 Гц. Другие тесты включают идентификацию или различение распространенных вкусовых веществ. Сообщалось, что местная анестезия языка также полезна для диагностики дисгевзии, поскольку было показано, что она временно облегчает симптомы дисгевзии. В дополнение к методам, основанным на введении химических веществ в язык, часто используется электрогустометрия. Она основана на индукции вкусовых ощущений с помощью анодного электрического постоянного тока. Пациенты обычно сообщают о кислом или металлическом ощущения, похожие на те, которые связаны с прикосновением обоих полюсов работающей батареи к языку.[31] Хотя электрогустометрия широко используется, похоже, что существует слабая корреляция между ощущениями, вызванными электричеством и химически.[32]
Диагностические инструменты [править]
Определенные диагностические инструменты также могут быть использованы для определения степени дисгевзии. Электрофизиологические тесты и простые рефлекторные тесты могут применяться для выявления аномалий в путях от нерва к стволу мозга. Например, рефлекс моргания может использоваться для оценки целостности пути тройничный нерв–мостовой ствол мозга–лицевой нерв, который может играть роль во вкусовой функции.[33] Структурная визуализация обычно используется для исследования поражений во вкусовом пути. Магнитно-резонансная томография позволяет напрямую визуализировать черепные нервы.[34] Кроме того, она предоставляет важную информацию о типе и причине поражения.[34] Анализ кровотока слизистой оболочки полости рта в сочетании с оценкой автономных сердечно-сосудистых факторов, по-видимому, полезен при диагностике расстройств вегетативной нервной системы при синдроме жжения рта и у пациентов с врожденными нарушениями, оба из которых связаны с нарушением вкусовых ощущений.[35] Также могут использоваться клеточные культуры.[36] Кроме того, следует провести анализ слюны, поскольку она представляет собой среду вкусовых рецепторов, включая транспорт вкусов к рецептору и защиту вкусового рецептора.[37] Типичные клинические исследования включают сиалометрию и сиалохимию.[37] Исследования показали, что электронные микрофотографии вкусовых рецепторов, полученные из образцов слюны, указывают на патологические изменения вкусовых сосочков у пациентов с дисгевзией и другими нарушениями вкусовых ощущений.[38]
Лечение [править]
Искусственная слюна и пилокарпин [править] Основная статья: Искусственная слюна
Поскольку лекарства связаны примерно с 22%–28% всех случаев дисгевзии, исследование лечения этой конкретной причины было важным.[39] Ксеростомия, или уменьшение слюноотделения, может быть побочным эффектом многих лекарств, что, в свою очередь, может привести к развитию нарушений вкуса, таких как дисгевзия.[39] Пациенты могут уменьшить последствия ксеростомии с помощью мятных леденцов, жевательной резинки без сахара или леденцов; или врачи могут увеличить слюноотделение с помощью искусственной слюны или перорального пилокарпина.[39] Искусственная слюна имитирует характеристики естественной слюны, смазывая и защищая рот, но не обеспечивает никаких пищеварительных или ферментативных преимуществ.[40] Пилокарпин является холинергическим препаратом, то есть он оказывает такое же действие, как и нейромедиатор ацетилхолин. Ацетилхолин стимулирует слюнные железы к активной выработке слюны.[41] Увеличение слюноотделения эффективно для улучшения движения вкусовых веществ к вкусовым рецепторам.[39]
Дефицит цинка [править]
Добавки цинка
Примерно половина вкусовых искажений, связанных с приемом лекарств, вызвана дефицитом цинка. Известно, что многие лекарства хелатируют или связывают цинк, препятствуя нормальному функционированию элемента. Из-за причинно-следственной связи недостаточного уровня цинка с расстройствами вкуса было проведено исследование для проверки эффективности добавок цинка в качестве возможного лечения дисгевзии. В рандомизированном клиническом исследовании пятидесяти пациентам с идиопатической дисгевзией давали либо цинк, либо плацебо с лактозой. Пациенты, которым прописали цинк, сообщили об улучшении вкусовой функции и менее выраженных симптомах по сравнению с контрольной группой, что позволяет предположить, что цинк может быть полезным лечением. Однако эффективность цинка в прошлом была неоднозначной. Во втором исследовании 94% пациентов, которым давали добавки цинка, не испытали никаких улучшений в своем состоянии. Эта неоднозначность, скорее всего, связана с небольшими размерами выборки и широким спектром причин дисгевзии. Рекомендуемая суточная пероральная доза 25–100 мг в виде глюконата цинка, по-видимому, является эффективным средством лечения вкусовой дисфункции при условии низкого уровня цинка в сыворотке крови. Недостаточно доказательств, чтобы определить, способны ли добавки цинка лечить дисгевзию, если низкие концентрации цинка не обнаружены в крови. В обзоре Cochrane в 2017 году оценивались эффекты различных вмешательств для лечения нарушений вкуса. Были получены очень низкокачественные доказательства, подтверждающие роль добавок цинка в улучшении остроты вкуса и различения вкуса у пациентов с дефицитом цинка или идиопатическими расстройствами вкуса. Необходимы дальнейшие исследования для повышения качества доказательств в пользу добавки цинка как эффективного вмешательства для лечения дисгевзии. Инфузия цинка при химиотерапии [править] Сообщалось, что примерно 68% онкологических больных, проходящих химиотерапию, испытывают нарушения сенсорного восприятия, такие как дисгевзия. В пилотном исследовании с участием двенадцати пациентов с раком легких химиотерапевтические препараты вводились с цинком, чтобы проверить его потенциал в качестве лечения. Результаты показали, что через две недели у пациентов, получавших лечение с добавлением цинка, не было отмечено никаких нарушений вкуса, в то время как большинство пациентов в контрольной группе, не получавших цинк, сообщили об изменениях вкуса. Однако многоинституциональное исследование с участием более крупной выборки из 169 пациентов показало, что химиотерапия с добавлением цинка не оказала влияния на развитие нарушений вкуса у онкологических больных. Избыточное количество цинка в организме может оказывать негативное воздействие на иммунную систему, и врачи должны проявлять осторожность при назначении цинка онкологическим больным с ослабленным иммунитетом. Поскольку нарушения вкуса могут оказывать пагубное воздействие на качество жизни пациента, необходимо провести больше исследований относительно возможных методов лечения, таких как добавление цинка.
Изменение лекарственной терапии [править]
Эффекты лекарственной дисгевзии часто можно обратить вспять, прекратив прием пациентом препарата, изменяющего вкус. В одном случае сорокавосьмилетняя женщина, страдающая гипертонией, проходила лечение валсартаном. Из-за неспособности этого препарата лечить ее состояние, она начала принимать эпросартан, антагонист рецепторов ангиотензина II. В течение трех недель она начала ощущать металлический привкус и жжение во рту, которые прекратились, когда она прекратила принимать лекарство. Когда она начала принимать эпросартан во второй раз, ее дисгевзия вернулась. Во втором случае пятидесятидевятилетнему мужчине был назначен амлодипин для лечения гипертонии. После восьми лет приема препарата у него развилась потеря вкусовых ощущений и онемение языка. Когда у него закончились лекарства, он решил не получать повторный прием и прекратил принимать амлодипин. После этого самостоятельного отказа он сообщил о возвращении вкусовых ощущений. После того, как он снова получил рецепт и начал принимать амлодипин во второй раз, его нарушение вкуса возобновилось. Эти два случая предполагают, что существует связь между этими препаратами и расстройствами вкуса. Эта связь подтверждается «отменой» и «повторным назначением», которые имели место в обоих случаях. Похоже, что вызванную лекарством дисгевзию можно облегчить, уменьшив дозу препарата или заменив его вторым препаратом из того же класса.
Альфа-липоевая кислота [править]
Альфа-липоевая кислота Альфа-липоевая кислота (АЛК) — это антиоксидант, который естественным образом вырабатывается клетками человека. Его также можно принимать в капсулах или его можно найти в таких продуктах, как красное мясо, субпродукты и дрожжи. Как и другие антиоксиданты, он функционирует, избавляя организм от вредных свободных радикалов. Идиопатическая дисгевзия, воспринимаемая по разнице в электрическом потенциале через определенные нервы, иннервирующие язык, может быть формой невропатии. АЛК оказалась эффективным средством лечения синдрома жжения во рту, что побудило исследования ее потенциала для лечения дисгевзии. В исследовании сорока четырех пациентов с диагностированным расстройством одна половина лечилась препаратом в течение двух месяцев, в то время как другая половина, контрольная группа, получала плацебо в течение двух месяцев, после чего последовало двухмесячное лечение АЛК.Результаты показали, что 91% группы, изначально лечившейся АЛК, сообщили об улучшении своего состояния по сравнению с только 36% контрольной группы. После лечения контрольной группы АЛК, 72% сообщили об улучшении.] Это исследование предполагает, что АЛК может быть потенциальным средством лечения для пациентов, и подтверждает необходимость проведения полных двойных слепых рандомизированных исследований.
Лечение дисгевзии [править]
Помимо вышеупомянутых методов лечения, существует также множество подходов к лечению, которые могут облегчить симптомы дисгевзии. К ним относятся использование неметаллических столовых приборов, отказ от продуктов с металлическим или горьким вкусом, увеличение потребления продуктов с высоким содержанием белка, приправление продуктов специями и приправами, подача блюд холодными для уменьшения неприятного вкуса или запаха, частая чистка зубов и использование ополаскивателей для полости рта или использование слюногонных средств, таких как жевательная резинка без сахара или капли с кислым вкусом, которые стимулируют выработку слюны. Когда вкус затруднен, восприятие пищи также может быть улучшено с помощью других средств, помимо вкуса, таких как текстура, аромат, температура и цвет.
Психологические последствия [править]
Люди с дисгевзией также вынуждены справляться с влиянием, которое расстройство оказывает на качество их жизни. Измененное чувство вкуса влияет на выбор и потребление пищи и может привести к потере веса, недоеданию, снижению иммунитета и ухудшению здоровья. Пациенты с диагнозом дисгевзия должны проявлять осторожность при добавлении сахара и соли в пищу и не должны компенсировать недостаток вкуса чрезмерным их количеством. Поскольку пожилые люди часто принимают несколько лекарств, они подвержены риску нарушения вкуса, что увеличивает вероятность развития депрессии, потери аппетита и крайней потери веса. Это является причиной для оценки и лечения их дисгевзии. У пациентов, проходящих химиотерапию, искажения вкуса часто могут быть серьезными и затрудняют соблюдение режима лечения рака. Другие проблемы, которые могут возникнуть, включают анорексию и изменения поведения, которые могут быть неверно истолкованы как психиатрические заблуждения относительно пищи. Симптомы, включая паранойю, амнезию, мозжечковую дисфункцию и летаргию, также могут проявляться при прохождении лечения гистидином.
Будущие исследования [править]
Ежегодно более 200 000 человек обращаются к врачам по поводу проблем с хемосенсорикой, а о многих других нарушениях вкуса никогда не сообщается. Из-за большого количества людей, страдающих расстройствами вкуса, как фундаментальные, так и клинические исследования получают поддержку в различных учреждениях и центрах хемосенсорных исследований по всей территории Соединенных Штатов. Эти клиники вкуса и обоняния фокусируют свои исследования на лучшем понимании механизмов, вовлеченных в вкусовую функцию и расстройства вкуса, такие как могут вызвать повреждение тканей и органов. Он играет важную роль в цикле Кребса как кофермент, приводящий к выработке антиоксидантов, внутриклеточного глутатиона и факторов роста нервов. Исследования на животных также выявили способность АЛК улучшать скорость нервной проводимости. Поскольку вкусы как дисгевзия. Например, Национальный институт глухоты и других расстройств коммуникации изучает механизмы, лежащие в основе ключевых рецепторов вкусовых клеток, и применяет эти знания к будущему лекарств и искусственных пищевых продуктов.[54] Тем временем Клиника вкуса и обоняния в Медицинском центре Университета Коннектикута объединяет поведенческие, нейрофизиологические и генетические исследования, включающие концентрацию и интенсивность стимулов, чтобы лучше понять функцию вкуса.